# Ёжиков-Бабаханов, Евгений Георгиевич
Евге́ний Гео́ргиевич Ёжиков-Бабаха́нов (12 мая 1942, Саратов, Саратовская область, РСФСР, СССР — 12 августа 2023, Алма-Ата, Казахстан) — советский и казахстанский государственный и политический деятель.

## Биография
Армянин.

### Образование
Окончил Львовский политехнический институт (1965) по специальности «инженер-электрик»; Всесоюзный заочный инженерно-строительный институт (1978) по специальности «инженер-экономист»; Академию Народного хозяйства при Совете министров СССР (1981).

### Трудовая деятельность
Член КПСС (1965—1991). С 1969 года работал в партийных и советских органах КазССР. С 1985 года — министр специальных строительных и монтажных работ КазССР. С 1988 года — первый секретарь Джезказганского областного комитета КПСС.
С 1990 года — заместитель Премьер-министра, председатель главной контрольной инспекции при Президенте РК. С 1993 года — председатель совета Директоров и президент ЗАО «Монтажспецстрой».
Депутат Верховного Совета КазССР 10-го и 11-го созыва. Народный депутат СССР (1989—1991).
Награждён орденом Трудового Красного Знамени, орденом «Курмет», медалями, почётными грамотами Верховного Совета КазССР.
- 2021 (2 декабря) — Орден «Барыс» ІІІ степени;[1]

Почётный строитель Казахстана.
Воинское звание — полковник в отставке.
Умер 12 августа 2023 года на 82-м году жизни.